# José António Fragoso
José António da Rosa Fragoso (m. 1958) foi um político português, que se destacou como presidente da Câmara Municipal de Viana do Alentejo.

## Biografia

### Nascimento
Fazia parte de uma família ligada à religião e à agricultura.

### Carreira política
Exerceu como presidente da autarquia de Viana do Alentejo desde 1945 até 1958, tendo substituído José da Conceição de Carvalho e sido sucedido por Joaquim Martinho Fialho. Durante o seu mandato, foi responsável por uma grande fase de progresso do concelho, fazendo-o sair dos níveis de desenvolvimento ainda do Século XIX e entrando de pleno no Século XX. Uma das suas principais obras foi a construção de uma conduta de drenagem das águas pluviais, de forma a evitar que as águas pluviais causassem cheias no centro da vila, durante o Inverno. Melhorou igualmente as comunicações no concelho, através da construção de estradas para Portel e Évora, obras que serviram igualmente para criar emprego, reduzindo desta forma as situações de desemprego sazonal no concelho. Também expandiu a rede de abastecimento de água, reduzindo desta forma a dependência da população em relação aos poços e fontes, e introduziu a energia eléctrica, melhoramento que há já cerca de cinquenta anos que estava a ser pedido pelos habitantes. A inauguração da iluminação eléctrica teve lugar em 28 de Outubro de 1956, no Largo de S. Luís.

### Falecimento
José António Fragoso faleceu em 1958.

## Homenagens
O nome de Presidente José Fragoso foi colocado numa travessa de Viana do Alentejo.